# Municipio de Benedikt
Benedikt es un municipio de Eslovenia, situado en el noreste del país. Su capital es la localidad de Benedikt.
En 2016 tiene 2491 habitantes.
El municipio comprende los pueblos de Benedikt (la capital municipal), Drvanja, Ihova, Ločki Vrh, Negovski Vrh, Obrat, Spodnja Bačkova, Spodnja Ročica, Stara Gora, Sveti Trije Kralji v Slovenskih Goricah, Trotkova, Trstenik y Štajngrova.